# Kaletka (powiat iławski)
Kaletka – osada leśna (leśniczówka) w Polsce położona w województwie warmińsko-mazurskim, w powiecie iławskim, w gminie Iława.
W latach 1975–1998 miejscowość należała administracyjnie do województwa olsztyńskiego.

## Historia
Majątek Kaletka (Kalittken) nad jeziorem Gil wchodzący w skład dóbr Stanowo (Steenkendorf), przed I wojną światową należał do rodziny Heimdahl. W Kaletce był folwark, na którego potrzeby wybudowano w XVIII wieku dwór - siedzibę zarządcy. Przed I wojną zarządca zamieszkiwał parter a na I piętrze były apartamenty rodziny Heimdahl. Dwór był otoczony zabudowaniami gospodarczo-inwentarskimi. W majątku działała również gorzelnia. Park dworski sięgał aż do brzegów jeziora Gil, a na jego skraju była leśniczówka, w której leśniczy zarządzał rozległym rewirem leśnym aż do brzegów Jezioraka.
W 1920 r. majątek Stanowo kupił Curt Abramowski. W latach 30. XX wieku Kaletka została rozparcelowana między 14 osadników. W 1945 roku dwór splądrowali i spalili żołnierze radzieccy. Curt i Hildegarda Abramowscy zostali przez Rosjan zamordowani podczas ucieczki w okolicach Zalewa.
W końcu lat 70. powstał w Kaletce ośrodek szkoleniowo-wypoczynkowy „Kormoran" należący do zakładu Budopol-Mińsk Mazowiecki. Od 2017 roku, pod nazwą „Kaletka - cisza i przyroda" prowadzi go polsko-francuskie małżeństwo. Ośrodek ma powierzchnię ok. 5 ha z dostępem do Jeziora Gil Wielki.